# Ботайтобе
Ботайтобе — древнее городище в Казахстане. Находится в 1,5 км к юго-западу от городища Алтынтобе, в 2 км от зимовья Когам к юго-западу от аула Шаульдер Отырарского района Туркестанской области. Исследовано Отырарской археологической экспедицией (руководитель К. Акишев) в 1969—1970 годах. Ботайтобе представляет собой выпуклый холм, протянувшийся с севера на юг (длина 50 м, ширина 30 м высота 4,2 м). Найденные в верхнем культурном слое кувшины датируются VII—VIII веками, сосуды из глины, обнаруженные в нижнем культурном слое, позволяют утверждать, что Ботайтобе, как и соседние городища Костобе, Шаушынкумтобе, относится к IV—VI векам.